# 존 치섬

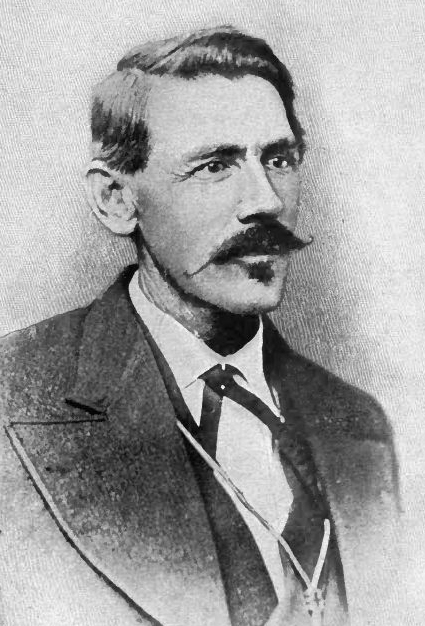
존 치섬의 초상화

존 치섬(John Chisum, 본명: 존 심슨 치섬, John Simpson Chisum, 1824년 8월 16일 – 1884년 12월 22일)은 19세기 중후반 미국 서부의 부유한 가축 남작이었다. 그는 테네시주 하드먼군 (테네시주)에서 태어나 1837년에 가족과 함께 텍사스 공화국으로 이주한 후 건축업자로 일했다. 그는 또한 러마군 (텍사스주)에서 카운티 서기로 봉사했다. 그는 스코틀랜드, 잉글랜드, 웨일스 출신이었다.
1854년에 치섬은 가축 사업에 종사하게 되었고 그의 가축 떼를 뉴멕시코 준주로 보낸 최초의 사람 중 하나가 되었다. 그는 점유권으로 페코스강을 따라 토지를 얻었고 결국 포트서머(Fort Sumner)에서 남쪽으로 약 40 마일 떨어진 보스크그란데(Bosque Grande)에 100,000 마리가 넘는 소를 키우는 큰 목장의 소유자가되었다. 1866~67년에 치섬은 목동인 찰스 굿나잇(Charles Goodnight) 및 올리버 러빙(Oliver Loving)과 파트너십을 맺고 뉴멕시코주 포트 섬너와 산타페 (뉴멕시코주)에 있는 미국 육군에 판매할 소 떼를 모아 몰고 콜로라도와 콜로라도 및 벨 랜치의 광부들에게 소를 제공했다.